# Ordre national des experts comptables et comptables agréés du Sénégal
 (mai 2014).
Si vous disposez d'ouvrages ou d'articles de référence ou si vous connaissez des sites web de qualité traitant du thème abordé ici, merci de compléter l'article en donnant les références utiles à sa vérifiabilité et en les liant à la section « Notes et références ».
L'Ordre national des experts comptables et comptables agréés du Sénégal (ONECCA) est un ordre professionnel qui régit les pratiques de la profession comptable au Sénégal, il a été créé en 2001.

## Présentation
L’ONECCA a été créé par la loi 2000-05 du 10 janvier 2000 et compte 223 experts comptables et 14 comptables agréés et 135 sociétés d’expertises comptables en décembre 2022. Mor DIENG en est l'actuel président.
L’ONECCA est membre de l’ABWA, de la PAFA, de l’IFAC et de la FIDEF.
L'ordre est composé de différentes commissions. Il comporte un bureau et un conseil, ces deux entités comptent plusieurs membres qui assurent le fonctionnement de l'organisation.
Peut être inscrit à l'ordre tout expert comptable ayant ses activités au Sénégal et qui en fait la demande auprès du siège de l'organisation.
Grâce à l’importance de son travail, l’ONECCA est maintenant très connu. D'ailleurs, certaines prestations telles que la délivrance de Visa des états financiers sont exclusivement destinées aux professionnels de ce métier. 

## Événements organisés
- Assemblée générale et assises 2001
- Assemblée générale 2003
- Journées IFRS 2008
- Assises de l'Onecca 2011